# プラ・ナーラーイ・ラチャニウェート
プラ・ナーラーイ・ラチャニウェート（Phra Narai Ratchaniwet、タイ語: พระนารายณ์ราชนิเวศน์、王ナーラーイの宮殿）は、タイの中部、ロッブリーにある王ナーラーイにより構築された宮殿の跡である。

## 位置
プラ・ナーラーイ・ラチャニウェートは、ロッブリー県の県庁所在地（ムアン）ロッブリーの市内西側を流れるロッブリー川のほとりに位置する。

## 歴史

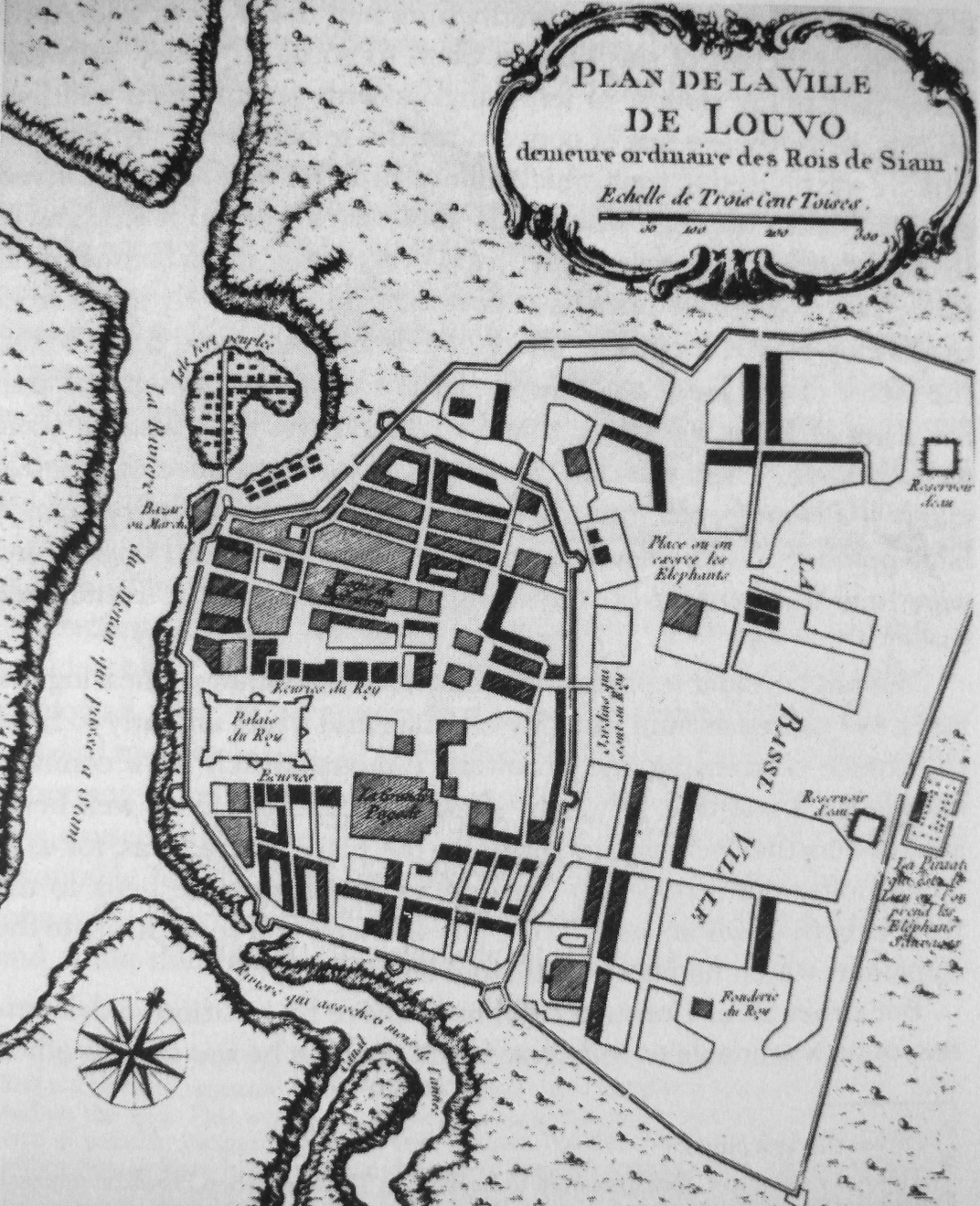
17世紀末の宮殿を示したロッブリーの地図

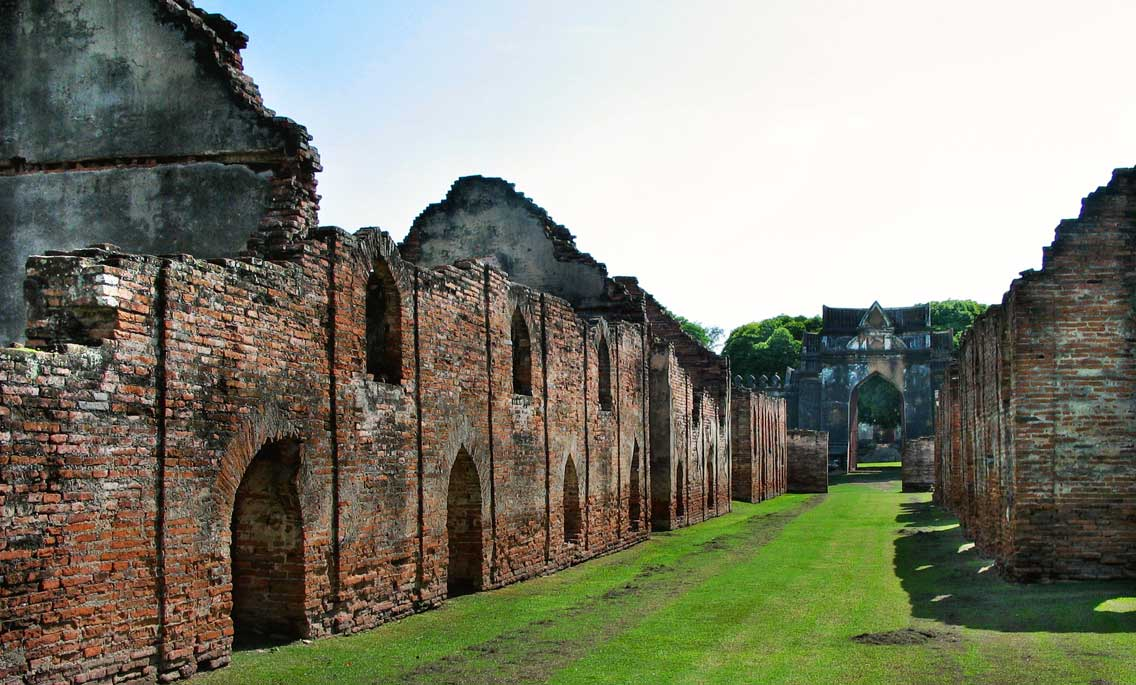
煉瓦造の保管庫跡

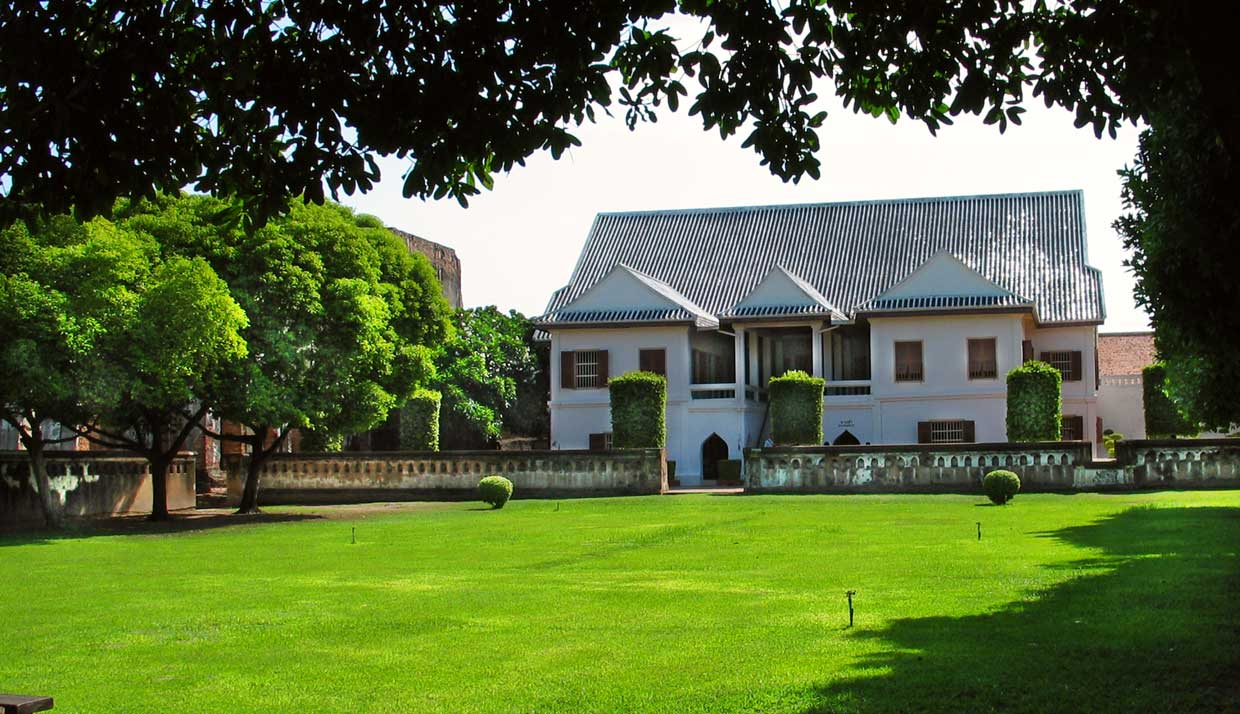
ピマーン・モンクット宮殿（博物館）

17世紀、1656年から1688年にわたってアユタヤを支配した王ナーラーイは、1665年に王ラーメースワン（在位1369-1370年・1388-1395年）の宮殿と同じ地域に建造を命じた。12年後の1677年に宮殿が完成すると、王ナーラーイは、雨季を除いて1年のうち約8か月間はここに居留した。王はロッブリーをアユタヤ王朝の第2の都に定めた。宮殿は、休養、狩猟、国務の執行、そして公的訪問者を迎える場所であった。王ナーラーイの治世の終わりかけて、後の王ペートラーチャーとクン・ルワンソーンサック（その後の王スリエーンタラーティボーディー）が王位に就こうと高官や兵士とクーデターを計画した。王ナーラーイが1688年7月に死去すると、ペートラーチャーがここで即位式を行ったが、すぐにロッブリーとその宮殿は放棄された。
19世紀になり、チャクリー王朝（ラッタナーコーシン王朝）の王ラーマ4世（モンクット、在位1851-1868年）は、王ナーラーイの宮殿の修復を命じた。王は1856年に自身の滞在のために新しい王宮複合施設（ピマーン・モンクット宮殿、Phiman Monkut Pavilion）を構築した。王はまた、宮殿をプラ・ナーラーイ・ラチャニウェート (Phra Narai Rajanivet) に改名した。
ラーマ5世（チュラーロンコーン、在位1868-1910年）の統治中、王ラーマ4世の宿泊施設であったピマーン・モンクット宮殿は、ロッブリー市庁として使用するよう政府に与えられた。
1924年10月11日、王子ダムロンラーチャーヌパープと王子ナリッサラーヌワッティウォンは、王ナーラーイの宮殿にあるチャンタラ・ピサーン宮殿 (Chantarapisarn Pavilion) を博物館として開館し、「ロッブリー博物館」（“Lopburi Museum”）と呼ばれた。その後、1961年に博物館の名称は、現在の「ソムデット・プラ・ナーラーイ国立博物館」（“Somdet Phra Narai National Museum”）に変更された。
今日、宮殿は博物館として、宮殿内のそれぞれの分館（宮殿）や建物に1,864点以上の古代工芸品の所蔵物を展示している。

## 構成
敷地はおよそ7ヘクタール（41ライ、65,600平方メートル〈1ライは1,600平方メートル〉）の方形であり、東西約280メートル、南北約200メートルの高いラテライトの壁に囲まれる。11か所に門があり、宮殿各部に通じている。また、宮殿内は東側、西側ともに北と南の区域があり、4つの区域に分けられる。それらの区域もまた高い壁に囲まれており、同様に門より入場することになる。

### 東側
外側は敷地の東半分を占める場所であり、ほぼ同じ面積の南北2つの中庭に分かれている。
保管庫・貯水庫・象厩舎

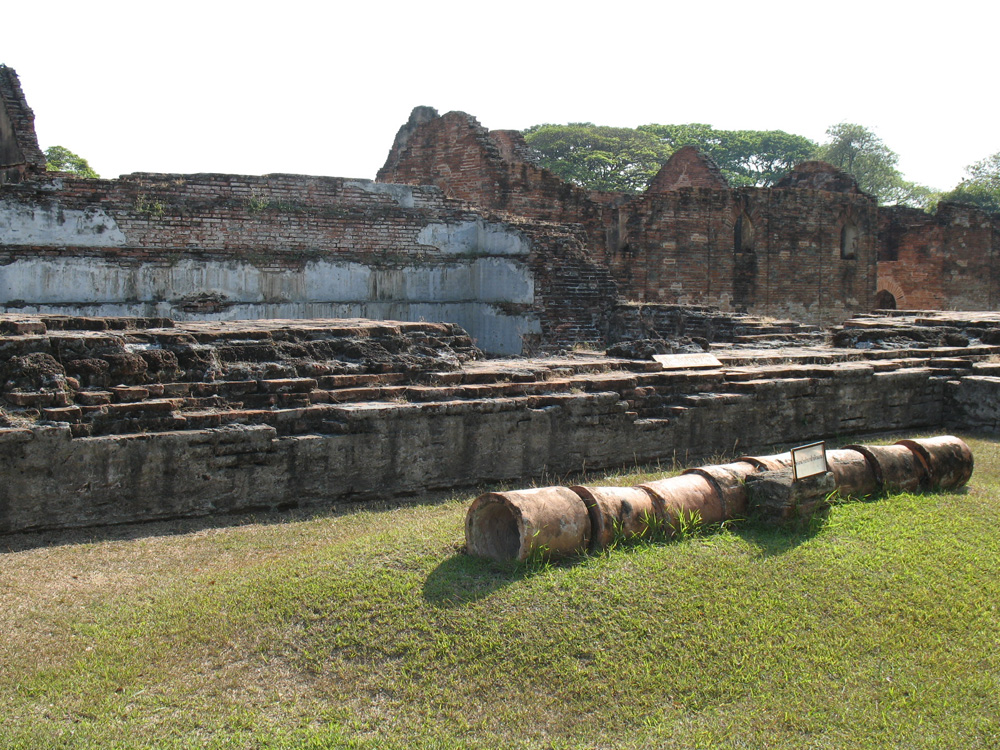
貯水庫跡と水管

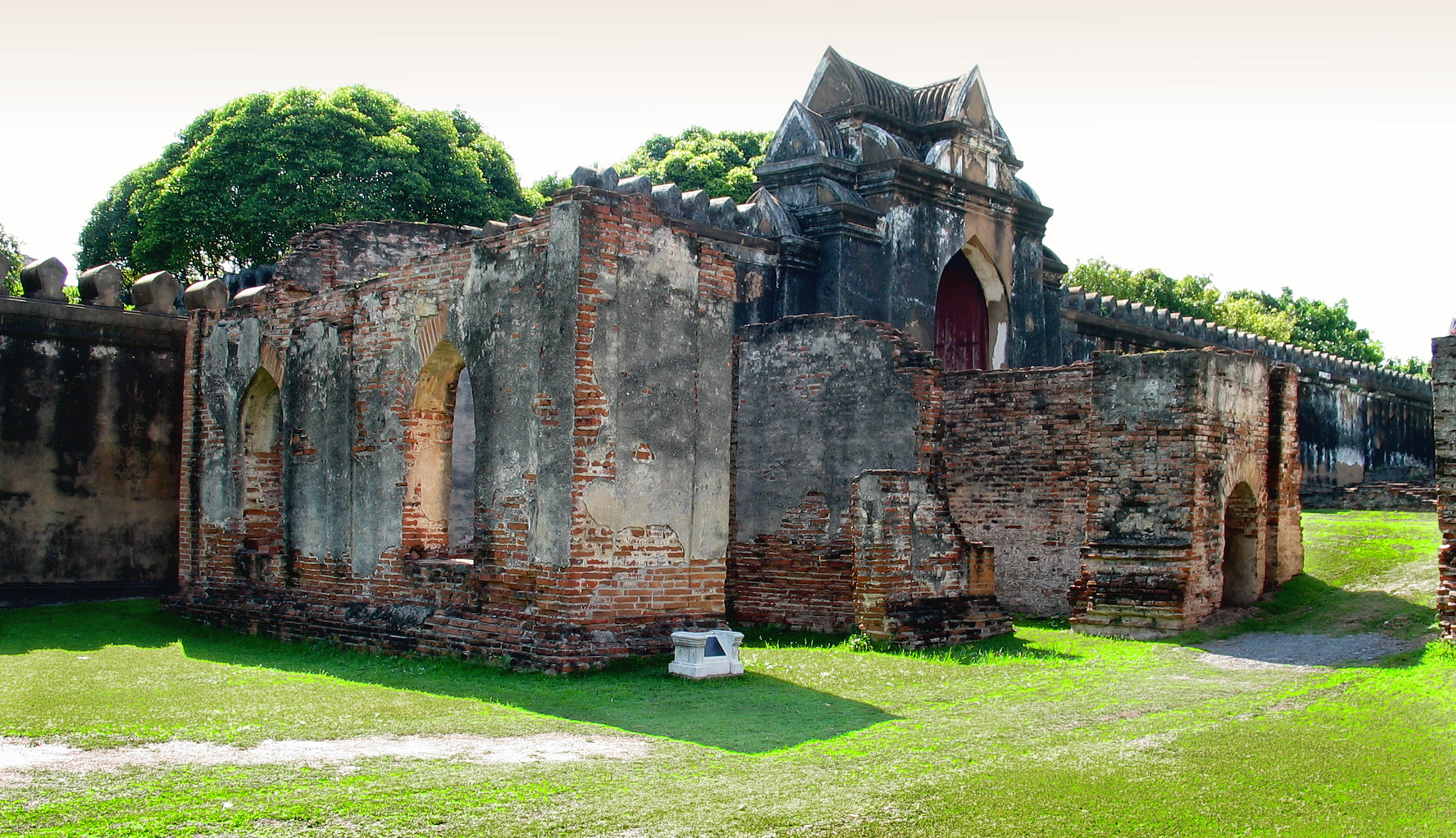
王室のゾウの厩舎

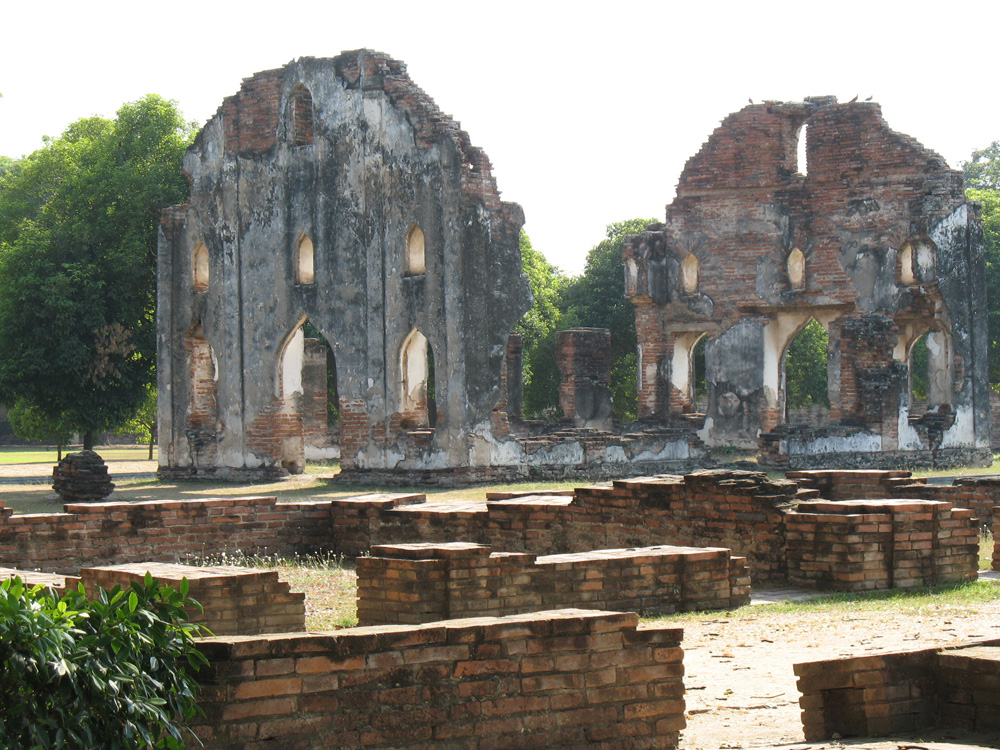
迎賓館の遺構

第1の中庭は、今日の中央入口である北側の東門より入場した場所にある。そこには宮殿のすべての建物に水を供給した貯水庫に加えて、保管庫として使用された12棟の煉瓦の建物（タイ語: หมู่ตึก 12 ท้องพระคลัง）が2列平行に配置される。その中庭の西の壁側には、王室のゾウの飼育舎（タイ語: โรงช้างหลวง）があった。今日、10基がその厩舎の遺構として見られるが、おそらく小さな建物は象使いの住居であった。
迎賓館（レセプションホール）
貯蔵庫群の南側にある第2の中庭には「使節を迎えるための建物」“Tuk Rap Rong Khaek Mueang”（タイ語: ตึกรับรองแขกเมือง）がある。建物はフランスの様式で構築され、水路に囲まれる3面に20の樋嘴（ガーゴイル）をもつ。その前方には賓客を楽しませるための舞台の基壇がある。

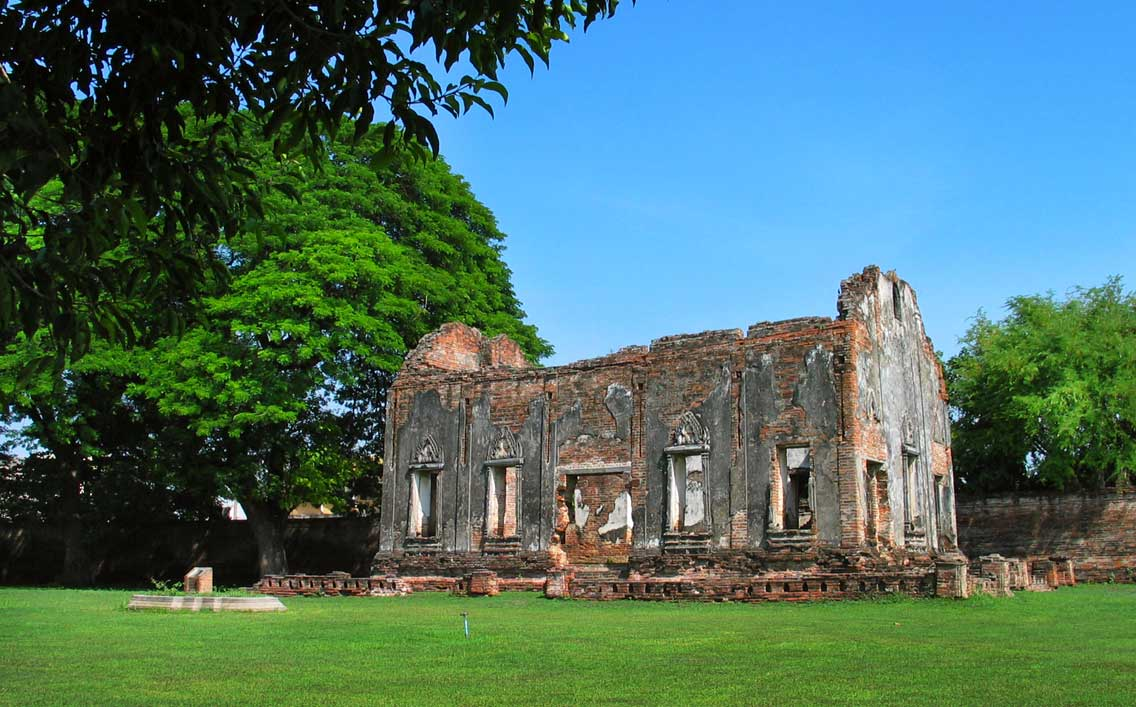
プラ・チャオ・ハオの館
第2中庭の南壁の位置に、プラ・チャオ・ハオの館（Phra Chao Hao Hall、タイ語: ตึกพระเจ้าเหา）がある。この建物は幅10メートル、長さ20メートルであり、タイ様式で構築されている。仏像がその中に安置されていたため、おそらくフランスの来賓者らはそれを宮殿の寺院と捉えた。

### 西側
内側の門より西に通じる。宮殿の敷地の西側に位置するこの区域は、高い壁により隔てられている。

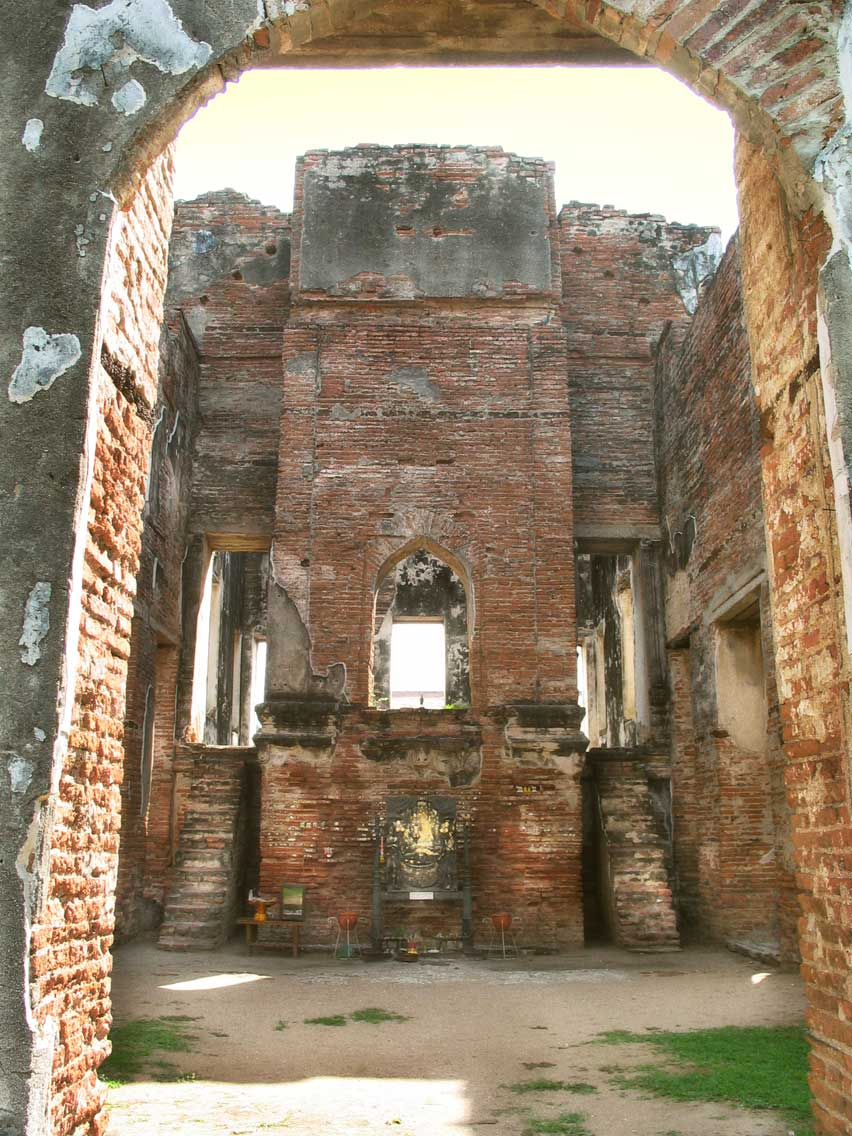
ドゥシット・サワン・ターニャ・マハープラサートの館内（王の謁見の窓）

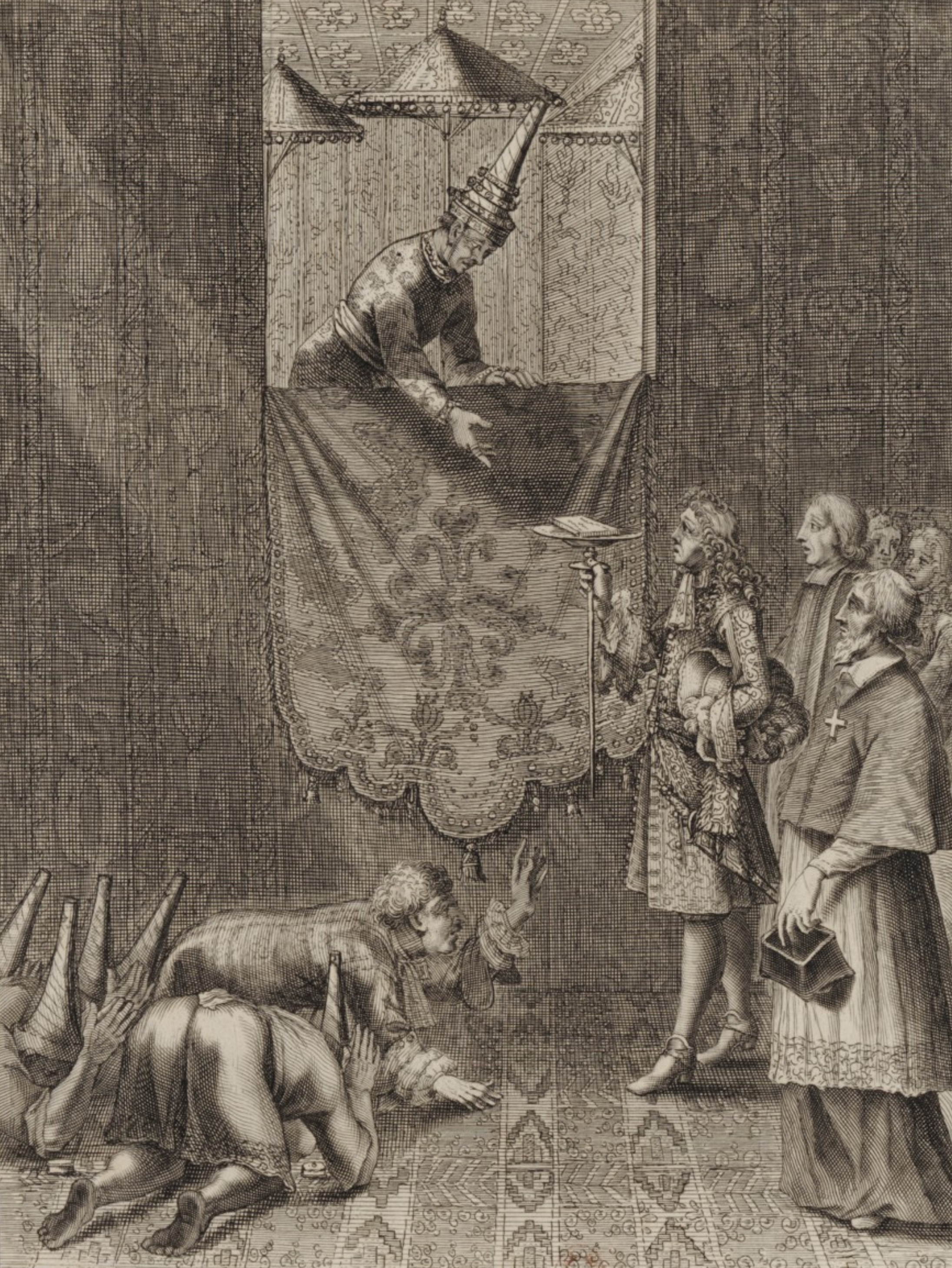
王ナーラーイにルイ14世の手紙を渡すフランス大使ショーモン

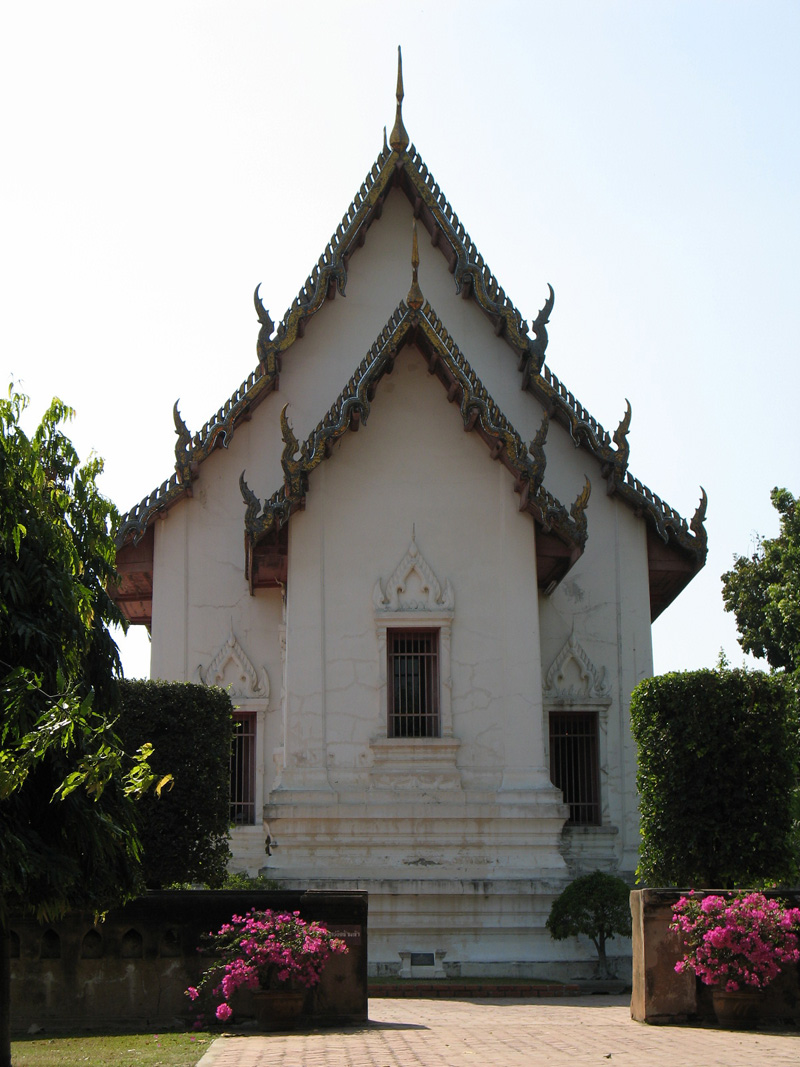
チャンタラ・ピサーン宮殿（展示館）

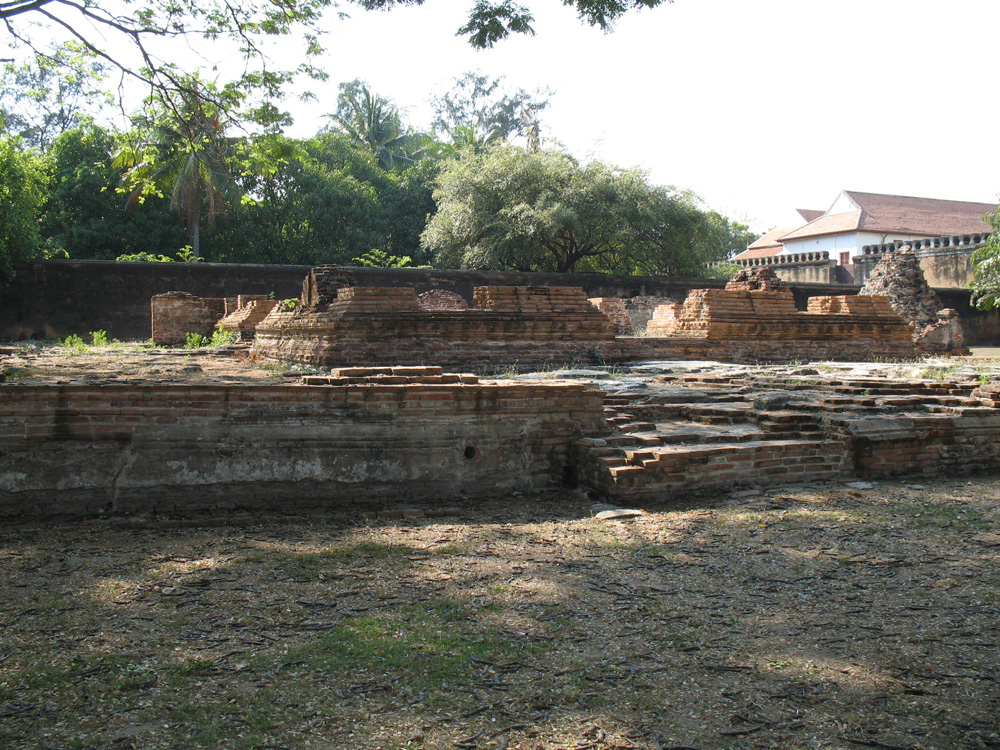
スッタ・サワン宮殿の跡

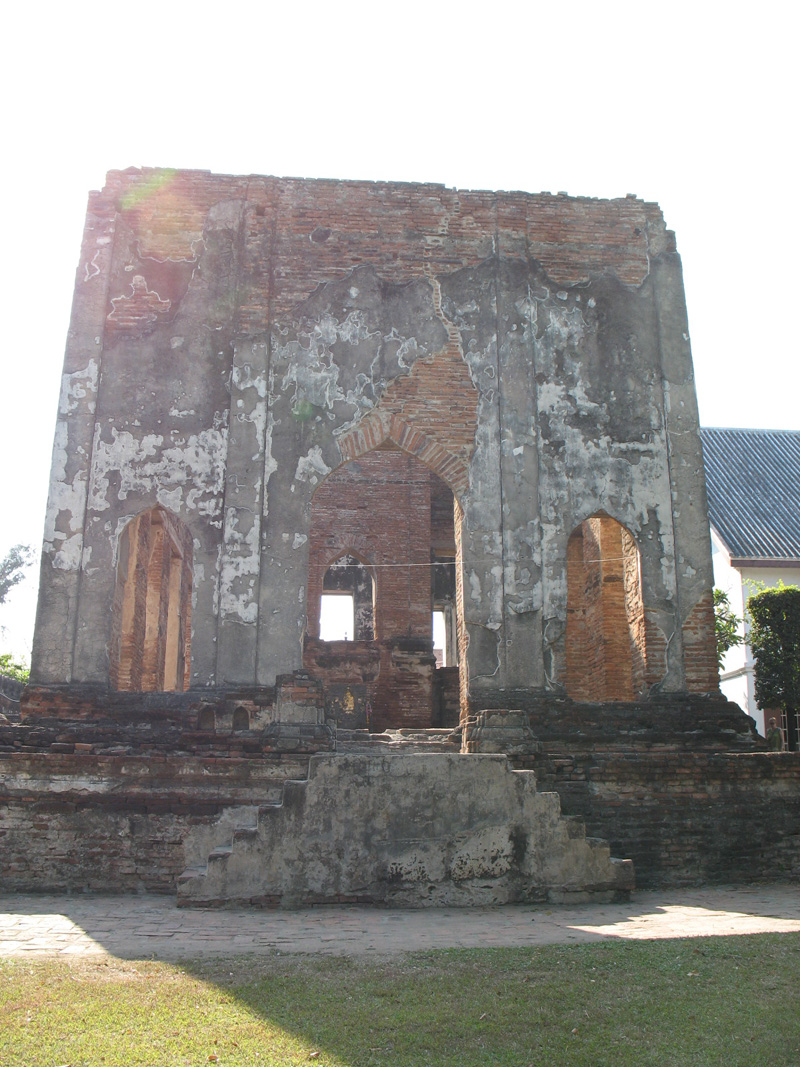
ドゥシット・サワン・ターニャ・マハープラサート
西側の小さな中庭に、ドゥシット・サワン・ターニャ・マハープラサートの館 (Dusit Sawan Thanya Mahaprasat Hall、タイ語: พระที่นั่ง ดุสิตสวรรค์ ธัญญมหาปราสาท）の遺構があり、その建築様式にはフランス様式（ドーム型の窓）とタイ様式（方形の窓）の2つが認められる。王ナーラーイはここに外国の使節を受け入れて謁見した。使節らは正面に寄ることを許されたが、王は高く設けられ窓から客を迎えた。その王の窓の下にある銅板の描画は、王ナーラーイをキリスト教に改宗するため1685年にタイを訪れたフランス大使アレクサンドル・ド・ショーモン（シュバリエ・ド・ショーモン）の謁見を想起させる。
ピマーン・モンクット宮殿
ドゥシット・サワン・ターニャ・マハープラサートの北に、王ラーマ4世（モンクット）が、ロッブリーを訪れた際に滞在するヨーロッパ様式のピマーン・モンクット宮殿 (Phiman Mongkut Hall、タイ語: หมู่พระที่นั่งพิมานมงกุฎ) が構築されている。
チャンタラ・ピサーン宮殿
ピマーン・モンクット宮殿の北隣には、チャンタラ・ピサーン宮殿 (Chanatara Phisarn Throne Hall、タイ語: พระที่นั่งจันทรพิศาล) がある。王ナーラーイにより建てられたもので、タイ寺院を模して建造されている。おそらくそれは王ラーメースワンが、ロッブリーにラーマーティボーディー1世（ウートーン、在位1351-1369年）の副王（ウッパラート、Uparat）として住んでいた宮殿に属する古い構築物の土台に建てられた。スッタ・サワン宮殿が完成すると、ここは王ナーラーイが相談役を寄せる場となった。後にチャンタラ・ピサーン宮殿は王ラーマ4世により修復された。
スッタ・サワン宮殿
南側にある広い中庭には、王ナーラーイ自身の住居であったスッタ・サワン宮殿（Suttha Sawan Throne Hall、タイ語: พระที่นั่งสุทธาสวรรค์）の遺構がある。ここで王は1688年7月11日、長い病の後に死去した。

## 博物館
西側北中央に位置するピマーン・モンクット宮殿は、現在、ロッブリー地方およびその他の地域からの先史時代の遺物やロッブリー美術時代の作品などのほか、最上階の3階には王ラーマ4世の所有する物品が展示されている。当初、王が居住したチャンタラ・ピサーン宮殿では、王ナーラーイの宮廷内の生活がうかがえる展示物がある。また、西側区域のこれら2棟の建物の後方には、貴重な陶器や磁器を展示したやや小さい博物館がある。